# Вольдуби
Вольдуби (Woldouby; ? — не позднее 1934) — сенегальский шашист, один из сильнейших игроков во Франции в 1910-11 годах.

## Биография
В 1910 году в зоологическом парке в Булонском лесу в Париже была организована выставка сенегальской деревни. В июле этого же года выставку посетил известный французский шашист Луи Бартелинг. На территории выставки его заинтересовал небольшой магазин под названием «Шашист». В магазине сидел сенегалец, игравший на деньги в шашки с любым желающим того посетителем. Луи Бартелинг сыграл с сенегальцем две партии и неожиданно для себя обе проиграл. В этот же день Луи Бартелинг рассказал об этом происшествии в шашечном клубе в Cafe du Globe, где собирались лучшие мастера Парижа. Рассказу не поверили, но выставку посетили. Результаты оказались ошеломляющими. На этот раз поверженными оказались Поль Сонье и Станислас Бизо. И только чемпион мира Исидор Вейс вышел победителем и заработал несколько франков. Вольдуби, так звали сенегальца, пригласили в шашечный клуб, где в течение 1910-11 годов в матчах из лёгких партий он обыграл практически всех сильнейших шашистов Франции, среди которых были Альфред Молимар (+6-2=2), Луи Бартелинг (+7-4=7), Мариус Фабр, Гастон Буден, Леонар Оттина и др. Положительного счёта в партиях с Вольдуби смогли достичь только Исидор Вейс и нидерландский мастер Джек де Гааз (+2=1).
Член (с 8 октября 1910 года) символического клуба победителей чемпионов мира Роба Клерка.
В октябре 1910 года были организованы 3 матча между Вейсом и Вольдуби. Победу со счётом +3=3-1 одержал Вейс. В марте 1911 года Вольдуби принял участие в чемпионате Париже, где поделил 1-2 места с Мариусом Фабром. В дополнительном матче за первое место Вольдуби проиграл со счётом −1=2, но вызвал Фабр на новый матч, который был предусмотрен условиями турнира. Был проведён ещё один матч из десяти партий, который Вольдуби выиграл со счётом +4-1=5 и завоевал титул чемпиона Парижа. В этом же году, возможно, из-за заболевания туберкулёзом Вольдуби уехал в Сенегал. В 1913 году он занял в чемпионате Сенегала второе место позади Бапу Н’Диайе, другого легендарного сенегальского игрока, с которым европейцы никогда не играли. После 1913 года о шашечной деятельности Вольдуби ничего не известно. В 1934 году роттердамскими шашистами было получено из Сенегала сообщение о том, что Вольдуби умер.

## Позиция Вольдуби
|    |                 | 1               |                | 2               |                 | 3               |                 | 4               |                | 5              |    |  |
|    |                 | 1               |                | 2               |                 | 3               |                 | 4               |                | 5              | 5  |  |
| 6  | 6               |                 | 7              |                 | 8               |                 | 9               |                 | 10             |                |    |  |
|    |                 | 11              |                | 12 чёрная шашка |                 | 13 чёрная шашка |                 | 14 чёрная шашка |                | 15             | 15 |  |
| 16 | 16 чёрная шашка |                 | 17             |                 | 18 чёрная шашка |                 | 19 чёрная шашка |                 | 20             |                |    |  |
|    |                 | 21 чёрная шашка |                | 22              |                 | 23 чёрная шашка |                 | 24 чёрная шашка |                | 25 белая шашка | 25 |  |
| 26 | 26 чёрная шашка |                 | 27 белая шашка |                 | 28 белая шашка  |                 | 29              |                 | 30 белая шашка |                |    |  |
|    |                 | 31              |                | 32 белая шашка  |                 | 33 белая шашка  |                 | 34 белая шашка  |                | 35 белая шашка | 35 |  |
| 36 | 36              |                 | 37 белая шашка |                 | 38 белая шашка  |                 | 39              |                 | 40             |                |    |  |
|    |                 | 41              |                | 42              |                 | 43              |                 | 44              |                | 45             | 45 |  |
| 46 | 46              |                 | 47             |                 | 48              |                 | 49              |                 | 50             |                |    |  |
|    | 46              |                 | 47             |                 | 48              |                 | 49              |                 | 50             |                |    |  |

Широкую известность в шашечном мире получила т. н. позиция Вольдуби, которая была получена в результате анализа одного из вариантов в партии чемпионата Парижа между Жюлем Шардонне и Роджером Сервом и опубликована Вольдуби в июле 1911 года в журнале «Le Damier». Позиция имеет важное практическое значение и после публикации не одно десятилетие являлась предметом анализа сильнейших мастеров шашечной игры, включая Пьера Гестема, Рейнира Келлера и Германа де Йонга. В 1964 году способ достижения ничьей слабейшей стороной в позиции Вольдуби был предложен киевским мастером Игорем Косминским. Иногда позициями Вольдуби называют весь спектр схожих типовых позиций.